# Fine Prints of the Year
Fine Prints of the Year. An Annual Review of Contemporary Etching and Engraving è stata una collana di libri d'arte edita fra il 1923 e il 1938 in Gran Bretagna dall'editore Halton & Truscott Smith di Londra e negli Stati Uniti dall'editore Minton, Balch & Company di New York.

## Caratteristiche e storia
Nata nel contesto storico degli ultimi decenni del cosiddetto «Etching revival», durato dal 1860 al 1929 circa, la collana prevedeva l'uscita di volumi a cadenza annuale, nei quali erano riprodotte e commentate circa un centinaio di stampe pubblicate durante l'anno precedente da parte di artisti britannici, europei e statunitensi. I volumi si componevano di un saggio introduttivo in cui venivano commentate le opere pubblicate, diviso in tre sezioni (artisti britannici, continentali e statunitensi), e di tavole numerate in cui si riproducevano le stampe.

### 1923-1935
Le prime due uscite furono pubblicate soltanto a Londra, mentre a partire dal terzo volume (1925) la collana fu pubblicata anche a New York. La stampa veniva comunque effettuata in Gran Bretagna.
Fino al tredicesimo volume (1935), il commento introduttivo e la selezione delle stampe pubblicate erano affidati a Malcolm Charles Salaman.
Mentre per i primi volumi la selezione dei lavori e la stesura del saggio introduttivo erano affidate a Salaman sia per la sezione europea che per quella statunitense, a partire dal quarto volume (1926) la parte relativa alle stampe americane fu affidata, sia in quanto a selezione che in quanto a stesura dell'introduzione, ad un diverso autore: Helen Fagg dal 1926 al 1930 e Susan Hutchinson, curatrice della sezione Stampe al Brooklyn Museum, dal 1931 al 1934. Nel 1935 riprese l'unicità di autore.

### 1936-1938
Dopo il volume del 1935 Salaman, ormai ottantenne, si ritirò per l'età avanzata. Gli subentrò quindi dal 1936, sempre come autore unico, Campbell Dodgson, noto per essere, oltre che curatore del Dipartimento Stampe al British Museum, uno dei maggiori conoscitori al mondo del settore.

### Chiusura della collana
La collana sopravvisse nonostante il tramonto dell'«etching revival», travolto nel 1929 dalla Grande depressione e dal conseguente crollo del mercato delle stampe, ma si chiuse con il volume del 1938, in seguito allo scoppio della Seconda guerra mondiale in Europa.

## Esposizioni collaterali
In diverse occasioni fu possibile raccogliere le stampe pubblicate per allestire esposizioni temporanee in cui i lavori potessero essere apprezzati dal pubblico anche dal vivo. La prima di queste mostre si tenne nel 1929 alla Harlow Macdonald & Co. Art Gallery di New York.
L'affiancamento a Salaman di Susan Hutchinson, curatrice della Sezione Stampe al Brooklyn Museum, fra il 1931 e il 1935, fu l'occasione di trasformare questo tipo di esposizione in un appuntamento fisso: il Brooklyn Museum ospitò infatti in quegli anni, verso il mese di dicembre, le esposizioni complete delle stampe pubblicate, o in via di pubblicazione, ogni anno sul Fine prints of the year. L'ultima esposizione (1934) vide anche la pubblicazione, da parte del museo, di un catalogo con note e commenti a firma degli stessi Salaman e Hutchinson.

## Ristampe
Nel 2006 venne pubblicato dall'editore Alan Wofsy Fine Arts Fine prints of the year: a complete illustrated index, 1923-1938, una ristampa in un unico volume di tutte e sedici le uscite.